# 别佳级护卫舰
别佳级巡防艦（英語：Petyr class）是北约命名的一种1950年代设计、60年代建造的苏联护卫舰，苏军方面名称是“159型护航舰”（俄語：Сторожевые корабли проекта 159）。

## 设计
它是苏联海军第一种燃气涡轮动力气军舰，主要任务和米尔卡级护卫舰一样，是用于浅海反潜作战，它的规格于1955年提出，1956年得到批准。